# Asphondylia leeae
Asphondylia leeae är en tvåvingeart som beskrevs av Ephraim Porter Felt 1921. Asphondylia leeae ingår i släktet Asphondylia och familjen gallmyggor. Inga underarter finns listade i Catalogue of Life.